# میلان آنتولکوویچ
میلان آنتولکوویچ (کرواتی: Milan Antolković؛ ۲۷ سپتامبر ۱۹۱۵ – ۲۷ ژوئن ۲۰۰۷) بازیکن و مربی فوتبال اهل یوگسلاوی بود.
از باشگاه‌هایی که در آن بازی کرده‌است می‌توان به باشگاه فوتبال گراجانسکی زاگرب اشاره کرد.
وی همچنین در تیم‌های ملی فوتبال یوگسلاوی و کرواسی بازی کرده‌است.